# Freeport (Texas)
Freeport è un comune (city) degli Stati Uniti d'America della contea di Brazoria nello Stato del Texas. La popolazione era di 12.049 abitanti al censimento del 2010.

## Geografia fisica
Freeport è situata a 28°57′34″N 95°21′25″W (28.959527, -95.356941).
Secondo lo United States Census Bureau, la città ha una superficie totale di 44,19 km², dei quali 38,73 km² di territorio e 5,46 km² di acque interne (12,36% del totale).

## Società

### Evoluzione demografica
Secondo il censimento del 2010, la popolazione era di 12.049 abitanti.

### Etnie e minoranze straniere
Secondo il censimento del 2010, la composizione etnica della città era formata dal 64,98% di bianchi, il 12,18% di afroamericani, lo 0,79% di nativi americani, lo 0,5% di asiatici, lo 0,01% di oceanici, il 17,14% di altre razze, e il 4,42% di due o più etnie. Ispanici o latinos di qualunque razza erano il 59,95% della popolazione.